# Forschengereuth
Forschengereuth is een plaats in de Duitse gemeente Frankenblick, deelstaat Thüringen.